# Joan Servià
Joan Servià (? - Girona, 1470) fou organista de la Catedral de Girona.
Va succeir a Raimon Geronella al 1417 i va mantenir el càrrec fins al 1437. El seu successor va ser Pere Artau. Servià tornà al càrrec d’organista de la catedral al 1451 i el va mantenir fins a la seva mort el 1470.